# Hans Steckeweh
Hans Steckeweh (* 31. Oktober 1902; † 1988) war ein deutscher Architekt, der u. a. als Bauforscher in Ägypten tätig war.

## Leben und Karriere
Hans Steckeweh wurde 1933 an der Technischen Hochschule Hannover bei Uvo Hölscher zum Dr.-Ing. promoviert. 1934 grub er unter Ernst Sellin in Sichem in Palästina aus, 1935 unter Günther Roeder in Hermopolis. 1936 leitete er die Grabungen in der Königspfalz Werla.
Er war als Provinzialbaurat in Münster tätig. 1946 war er Leiter des Landeswohnungs- und Planungsamtes im Ministerium für Aufbau, Arbeit und Wohlfahrt des Landes Hannover. 1948 war er als Oberregierungsbaurat Leiter des Zonal Advisory Office for Housing and Town and Country Planning mit Sitz in Lemgo.
Steckeweh war vor dem Zweiten Weltkrieg mit Heta (Hedwig) Fischer verheiratet, einer Kommunistin, die ihn bei seinen Aufenthalten in Ägypten und Palästina begleitete.

## Publikationen
- Die Fürstengräber von Qâw (= Veröffentlichungen der Ernst von Sieglin-Expedition in Ägypten Bd. 6). J. C. Hinrichs, Leipzig 1936 (= Dissertation Hannover 1933).
- Werla, Pfalz und Heerburg Heinrichs I. Aus grabung 1936. In: Forschungen und Fortschritte 13, 1937, S. 339–341.
- Ausbau des Schlosses Holtfeld zur Bauernführerschule. In: Westfalen. Hefte für Geschichte, Kunst und Volkskunde. 23, 1938, S. 331–339.
- Oberägyptische Architektur zu Beginn des Mittleren und des Neuen Reiches. In: Bericht über den VI. Internationalen Kongress für Archäologie. Archäologisches Institut des Deutschen Reiches, Berlin 1940, S. 261–263.
- mit Ernst Sellin: Sichem. In: Zeitschrift des Deutschen Palästina-Vereins 64, 1941, S. 1–20.